# CD Trofense
Clube Desportivo Trofense je portugalský fotbalový klub z města Trofa na severu Portugalska. Byl založen v roce 1930. Své domácí zápasy hraje na Estádio Clube Desportivo Trofense s kapacitou 6 000 míst.
Klubové barvy jsou červená a modrá.
V sezóně 2014/15 hraje v Segunda Lize (portugalská 2. liga).

## Úspěchy
Národní
- 1× vítěz Segunda Ligy (2007/08)[3]
- 1× vítěz Terceira Divisão Portuguesa – Serie B (1991/92)[pozn. 1][4]